# Aethiamblys congicus
Aethiamblys congicus är en stekelart som beskrevs av Heinrich 1967. Aethiamblys congicus ingår i släktet Aethiamblys och familjen brokparasitsteklar. Inga underarter finns listade i Catalogue of Life.